# YTF
YTF Global er en gruppe af entertainere og er blevet kendt og dannet gennem video-uploadingssiden YouTube. Gruppen havde deres første koncert den 9. oktober 2011 i Oahu på Hawaii

## Medlemmer
Der er syv medlemmer af gruppen:
- Ryan Higa (nigahiga) er en YouTube-komiker som har over 5 millioner abonnenter hvilket gør ham til den youtuber med anden flest abonnenter nogensinde. Hans videoer har over 1 milliard visninger til sammen, gennemsnitligt 10 millioner visninger per video. Han har været med i Nickelodeons program Supah Ninjas.
- Kevin Wu (KevJumba) er også en YouTube-komiker der har over 2 millioner abonnenter hvilket gør ham til den med tiende flest abonnenter nogensinde. Han deltog i den syttende sæson af The Amazing Race. Han er for tiden også vært på Flicks på Cartoon Network.
- Chester See er sanger og sangskriver, hans videoer er blevet set over 30 millioner gange. Han var også vært på Disney Channel's Disney 365.
- Victor Kim er medlem af dansegruppen Quest Qrew og vinder af Americas Best Dance Crew. Hans Youtube-videoer er blevet set over 30 millioner gange.
- Dominic Sandoval (D-Trix) er tidligere medlem af det pris-vindende Quest Crew og er for tiden dommer på Americas Best Dance Crew. Han har også været med i So You Think You Can Dance. Hans YouTube-videoer er blevet set over 20 millioner gange.
- JR Aquino er sanger og tidligere deltager af American Idol. Hans YouTube-videoer er blevet set over 30 millioner gange.
- Andrew Garcia er sanger og har været blandt top 12 i American Idol

## YTF Dag
Guvernøren af Hawaii, Neil Abercrombie proklamerede 9 oktober 2011 til at være YTF Dag på grund af gruppens første optræden.

## YouTube Kanal
Gruppen har lavet en fælles YouTube-kanal med navnet ytfglobal

## YTF Christmas Album
Den 1. december 2011 udgav YTF deres plade kaldt YTF Christmas Album. Den består af 5 sange. Ryan Higa og Dominic Sandoval (D-Trix) lavede en musikvideo til sangen Christmas Swag som også er på pladen. Og YTF lavede en fælles musikvideo til sangen HOHOHO som kan findes på deres fælles kanal.